# Carles Pi i Sunyer
Carles Pi i Sunyer, (Barcelona, España, 29 de febrero de 1888–Caracas, Venezuela, 15 de marzo de 1971) fue un ingeniero industrial y político español.

## Biografía
Miembro de Esquerra Republicana de Catalunya, partido del que fue presidente entre 1933 y 1935, fue elegido diputado a Cortes por la circunscripción de Barcelona en las elecciones celebradas el 28 de junio de 1931. Fue nombrado ministro del Trabajo y Previsión Social en el gobierno que Diego Martínez Barrio presidió entre el 8 de octubre y el 16 de diciembre de 1933.
Fue elegido alcalde de Barcelona en febrero de 1934, los sucesos de la Revolución de 1934 lo llevaron a prisión donde permaneció hasta febrero de 1936 cuando la victoria del Frente Popular en las elecciones le devolvió nuevamente al frente del consistorio barcelonés donde permanecerá hasta julio de 1937.
Ocuparía asimismo las consejerías de Cultura y Finanzas de la Generalidad de Cataluña y, tras la Guerra Civil se exiliaría en Inglaterra y permanece en Londres hasta fines de 1952, cuando decide trasladarse a Caracas, contratado por el Ministerio de Fomento donde va a colaborar en la Comisión Venezolana de Normas Industriales (COVENIN) (1955-1968).

## Actividad literaria
Profesor de la facultad de ingeniería de la Universidad Central de Venezuela donde su hermano August Pi i Sunyer era director del Instituto de Medicina Experimental. En Caracas escribe sobre temas históricos iniciados en Londres, así como varios libros en prosa y en verso, tanto en castellano como en catalán. También continúa trabajando en numerosas monografías en catalán, sobre temas económicos, sociales y literarios como resultado de sus estudios de historia de Venezuela realizados en Barcelona. Colabora con varias diarios de Caracas y publicaciones como el Boletín de la Academia Nacional de la Historia, la Revista Nacional de Cultura, la Revista Shell y el Boletín Histórico de la Fundación John Boulton. Edita el volumen Coses i gent de Caracas (1958) y algunas monografías como Miranda y Casanova (1967), sobre las relaciones entre Francisco de Miranda y Casanova. En 1963 gana el título honorífico de Mestre en Gai Saber por su poesía en los Juegos Florales de Montevideo.
La mayor parte de obra escrita va a ser publicada de forma póstuma, comenzando por el libro que estaba en imprenta al morir: El general Robertson, un prócer de la Independencia (1971). Es autor también de Apunts per a la història de la indústria cotonera catalana (1952), El comerç de Catalunya amb Espanya (1939) y de unas importantes memorias.